# End Transmission (álbum)
End Transmission es el cuarto álbum de estudio de la banda estadounidense de hardcore punk Snapcase. Se trata de un álbum conceptual y fue lanzado el 24 de septiembre de 2002 a través de Victory Records. Su temática conceptual trata de dejar la Tierra para crear una nueva sociedad en otro lugar. Se ha descrito como una crítica a la sociedad impulsada por el consumo y las grandes corporaciones.

## Estilo musical y sonido
End Transmission ha sido descrito como hardcore punk, emo y hardcore melódico. Aunque el álbum aún conserva la agresividad del material anterior de la banda, se centra más en la melodía y la atmosfera musical, lo que da como resultado un sonido comparable al de Quicksand y Deftones. También se han descrito influencias de nu metal.

## Pistas
Todas las canciones escritas y compuestas por Snapcase. 
| N.º | Título                           | Duración |  |
| 1.  | «Coagulate»                      | 2:19     |  |
| 2.  | «Cadence»                        | 1:16     |  |
| 3.  | «The Beat»                       | 2:12     |  |
| 4.  | «Believe, Revolt»                | 2:27     |  |
| 5.  | «Ten A.M.»                       | 5:33     |  |
| 6.  | «First Word»                     | 3:05     |  |
| 7.  | «New Kata»                       | 3:34     |  |
| 8.  | «A Synthesis of Classical Forms» | 6:13     |  |
| 9.  | «Aperture»                       | 2:16     |  |
| 10. | «Exile Etiquette»                | 5:12     |  |
| 11. | «Interrogation»                  | 3:19     |  |
| 12. | «Litmus Test»                    | 3:23     |  |
| 13. | «Id / Hindsight»                 | 4:50     |  |

## Personal

### Snapcase
- Daryl Taberski – voces.
- Jon Salemi – guitarra.
- Frank Vicario – guitarra.
- Dustin Perry – bajo eléctrico.
- Timothy Redmond – batería.

### Técnicos
- Brian McTernan – Ingenieria, producción.
- Michael Barbiero – mezcla.
- Mike Scielzi – Asistente de mezcla.
- George Marino – Masterización.
- John Kelson Jr. – Informática.
- Clint Woodside – Diseño.
- Jess Kourkounis – Fotografía.